# Hellinsia minasgerais
Hellinsia minasgerais – gatunek motyla z rodziny piórolotkowatych.

## Taksonomia
Gatunek ten opisany został po raz pierwszy w 2016 roku przez Ceesa Gielisa na łamach „Boletín de la Sociedad Entomológica Aragonesa”. Jako lokalizację typową wskazano Caraçę w brazylijskim stanie Minas Gerais.

## Morfologia
Motyl osiągający 20 mm rozpiętości skrzydeł. Głowę ma bladordzawobrązową z kremowymi łuskami między czułkami, które to są krótko orzęsione, jasnoochrowobiałe z jasnobrązowymi liniami. Sterczące głaszczki wargowe mają człon trzeci jasnobrązowy z ochrowobiałymi liniami. Tegule są jasnoochrowobiałe. Tułów również jest jasnoochrowobiały ze sterczącymi, rozdwojonymi łuskami rdzawobrązowymi w kołnierzu. Skrzydło przednie powcinane jest do 3/5 długości. Ubarwienie wierzchu ma jasnobrązowoochrowe z brązowymi kropkami, spodu jasnobrązowe, a strzępiny bladoochrowobrązowe z ciemnobrązowymi maźnięciami w kątach analnych płata pierwszego i drugiego. Skrzydło tylne jest brązowoszare z wierzchu, jasobrązowe od spodu oraz opatrzone bladordzawymi łuskami na żyłkach.
Samiec ma niesymetrycznie zbudowane walwy – lewa ma krótszy niż ⅓ jej długości, dość chudy i prawie kąto zgięty wyrostek sakularny, a prawa ma ów wyrostek krótki, smukły i prętowaty. Poza tym jego genitalia cechują się dwupłatowym tegumenem, krótszym od niego i zakrzywionym unkusem, szeroką u nasady jukstą zwężoną ku niesymetrycznym ramionom anellusa, wąskim, ale pośrodku rozszerzonym winkulum oraz niemal prostym i ku szczytowi zwężającym się, pozbawionym cierni edeagusem.

## Ekologia i występowanie
Owad neotropikalny, endemiczny dla Brazylii, znany tylko z lokalizacji typowej. Odnaleziony w kwietniu na rzędnych 1300 m n.p.m.